# أييوس أدريانوس (أرغوليس)
أييوس أدريانوس (باليونانية: Άγιος Αδριανός)‏ هي مدينة في أرغوليس في إقليم وسط اليونان في اليونان.
يبلغ عدد سكانها حوالي 970 نسمة.